# Barcelona Beer Festival
Barcelona Beer Festival és una fira de cervesa artesana que es fa a Barcelona anualment des del 2012 amb l'objectiu de promoure la cultura de la cervesa artesana i de qualitat, i també de donar a conèixer la feina que fan els productors artesans, tant catalans com de fora.
Se celebra anualment i que varia el lloc segons la previsió d'assistència. La primera edició del Barcelona Beer Festival es va celebrar al Convent de Sant Agustí al barri del Born de Barcelona els 9, 10 i 11 de març del 2012 amb una oferta de 120 de cerveses artesanes. La segona edició es va celebrar a la Cúpula de les Arenes els dies 8, 9 i 10 de març del 2013 amb una oferta de 302 cerveses d'arreu del món on hi destacà una cervesa belga per a celíacs. La tercera edició es va celebrar al Museu Marítim de la capital catalana els dies 11, 12 i 13 d'abril del 2014 amb una afluència de més de 25.000 visitants i de 330 cerveses ofertes d'arreu del món. Els assistents podien triar entre un total de 160 cerveseries artesanes diferents, 60 de les quals eren catalanes, 30 de la resta d'Espanya i 70 més procedents d'altres països.

## Edicions
| Edició | Emplaçament                            | Nº varietats de cervesa | Nº assistents |
| ------ | -------------------------------------- | ----------------------- | ------------- |
| 2012   | Convent de Sant Agustí Vell, Barcelona | 120                     |               |
| 2013   | Les Arenes, Barcelona                  | 302                     |               |
| 2014   | Museu Marítim, Barcelona               | 330                     | 25.000        |
| 2015   | Museu Marítim, Barcelona               | 300                     | 30.000        |
| 2016   | Museu Marítim, Barcelona               | 361                     | 30.000        |
| 2017   | La Farga, Hospitalet de Llobregat      |                         | 32.000        |
| 2018   | La Farga, Hospitalet de Llobregat      | 350                     | 33.000        |
| 2019   | La Farga, Hospitalet de Llobregat      | 646                     | 35.000        |